# Araguaiana
Araguaiana este un oraș în statul Mato Grosso (MT), Brazilia. 